# 韓普
韓普（？—？），字文博，山東兗州府滋陽縣人，民籍，明朝政治人物。

## 生平
山東鄉試第三十三名舉人。成化二十三年（1487年）中式丁未科三甲第一百九十一名進士。

## 家族
曾祖韓景華；祖父韓晟；父韓惠。韩惠，字济民，号朴庵，生于明永乐二十二年（公元 1423 年），卒于弘治十八年（公元 1505 年），享年八十三岁。韩惠的曾祖韩遇春，祖父韩景华，父亲韩晟，皆是有声誉的乡绅。其早年读书，治章句，工书数学，锐意经史，以期决于科第，然终未能如愿，乃于成化八年（公元 1472 年），由从事选授陕西苑马寺录事，这是一个管理军马的小官。韩惠在任上历操勤职，处理了地方上侵占公地的现象，并修筑营堡，训练士卒，以防北寇侵犯。上官见其干练，欲推荐于朝廷另行重用，但韩惠无心于仕途，年不及六十即乞致仕。弘治七年（公元 1494 年），因其子韩智贵封征仕郎，礼拜给事中。韩惠回乡后，热心乡里事务，在家中立私塾教育族中子弟，后学有成者二十余人。兄韩智。韩普早于韩智二十余年进士及弟，官至监察御史，迁河南按察副史。当时兄弟二人先后进士及第，又同朝担任负责监察弹劾的官职，在当时被传为一段佳话。可惜至今没有关于韩普的生平资料发现，使韩家楼的“兄弟进士”的佳话少了些话题。韩普晚韩智一年卒。另有一弟韩历，曾任承运库副史。韩历之子韩元仕，举人出身，为奉养母亲，不肯出仕，有孝名。母程氏。
韩家石坊 
1506～1521年(明正德年间)建。坊为石结构，4柱3门，仿庑殿顶，有简单斗拱。中门额面浮雕为二龙戏珠，间以祥云图案。正中刻“永言维则”楷书大字。中2立柱刻对联，右联为“驯鹿远春技丙舍泣三年之痛”，左联为“慈乌啼夜月墓日深百世之思”，皆为剔地阳文。立柱前后各立蹲式石狮两尊，其他坊面皆有祥云、荷花、梅花等浅浮雕或线雕图案。
韩家林
坊后约200米为韩氏墓地。林前神道上的石雕皆埋入地下。现存赑屃4块，墓表3块，墓志1合（其中墓表1块和墓志于1986年收藏于兖州县博物馆）墓多被整平，仅有个别保存完整。此墓地为明代封徴仕朗礼科都给事中韩智及其号称“兄弟二进士”的河南按察副使韩普的家族墓地。
在此地为韩氏看守林墓者，逐渐形成村落，称韩家村，后改称东韩村。

。